# Aristide Cavaillé-Coll

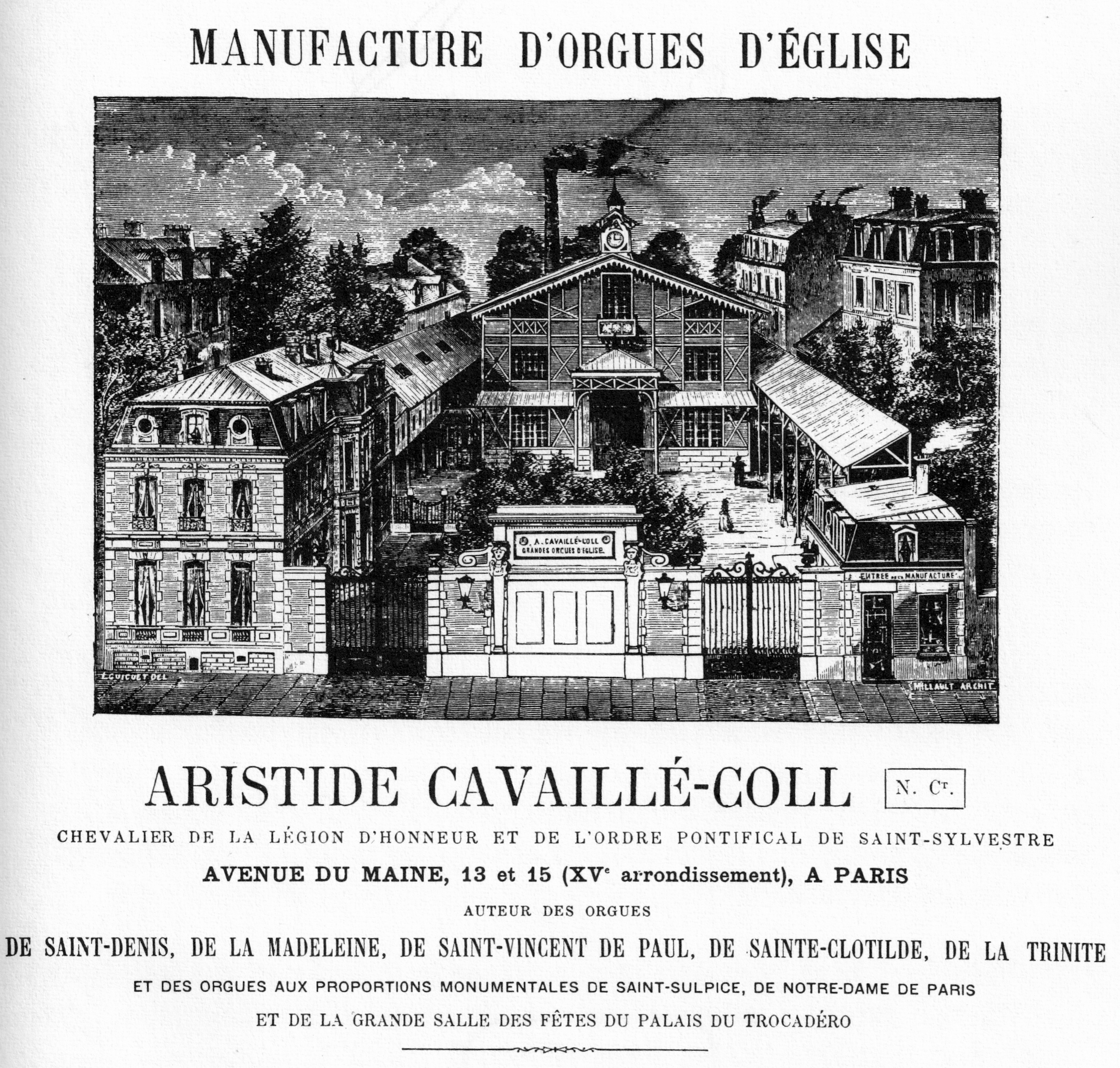
De orgelmakerij van Cavaillé-Coll

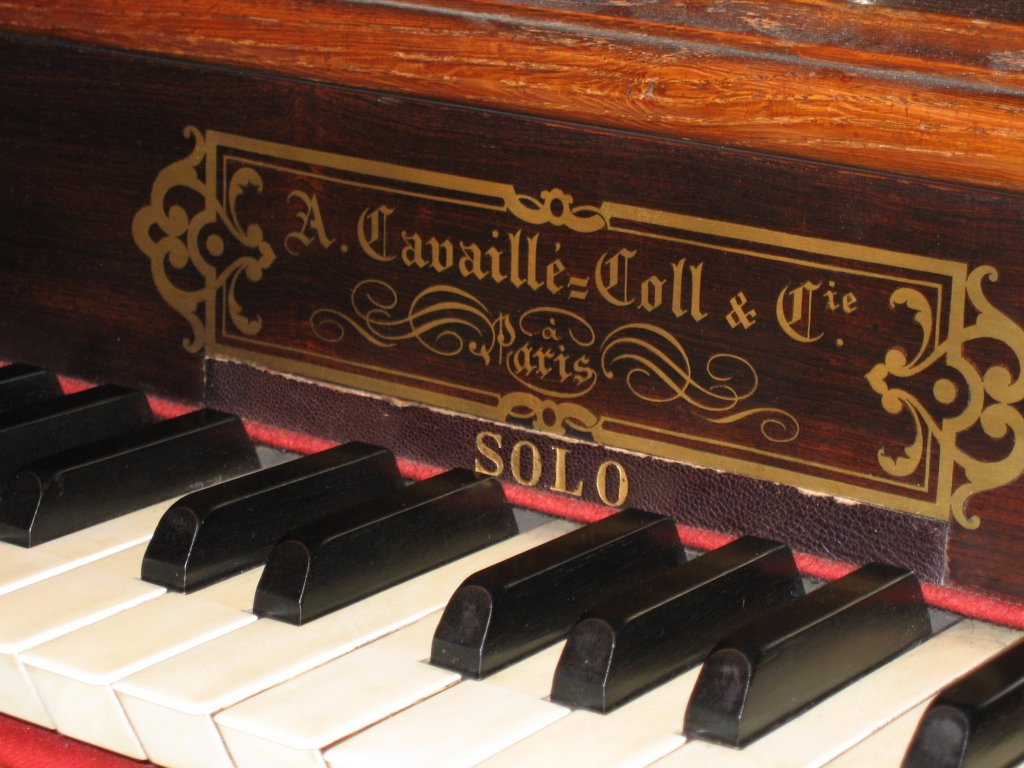
Signeerplaat van Cavaillé-Coll in de St. Sulpice

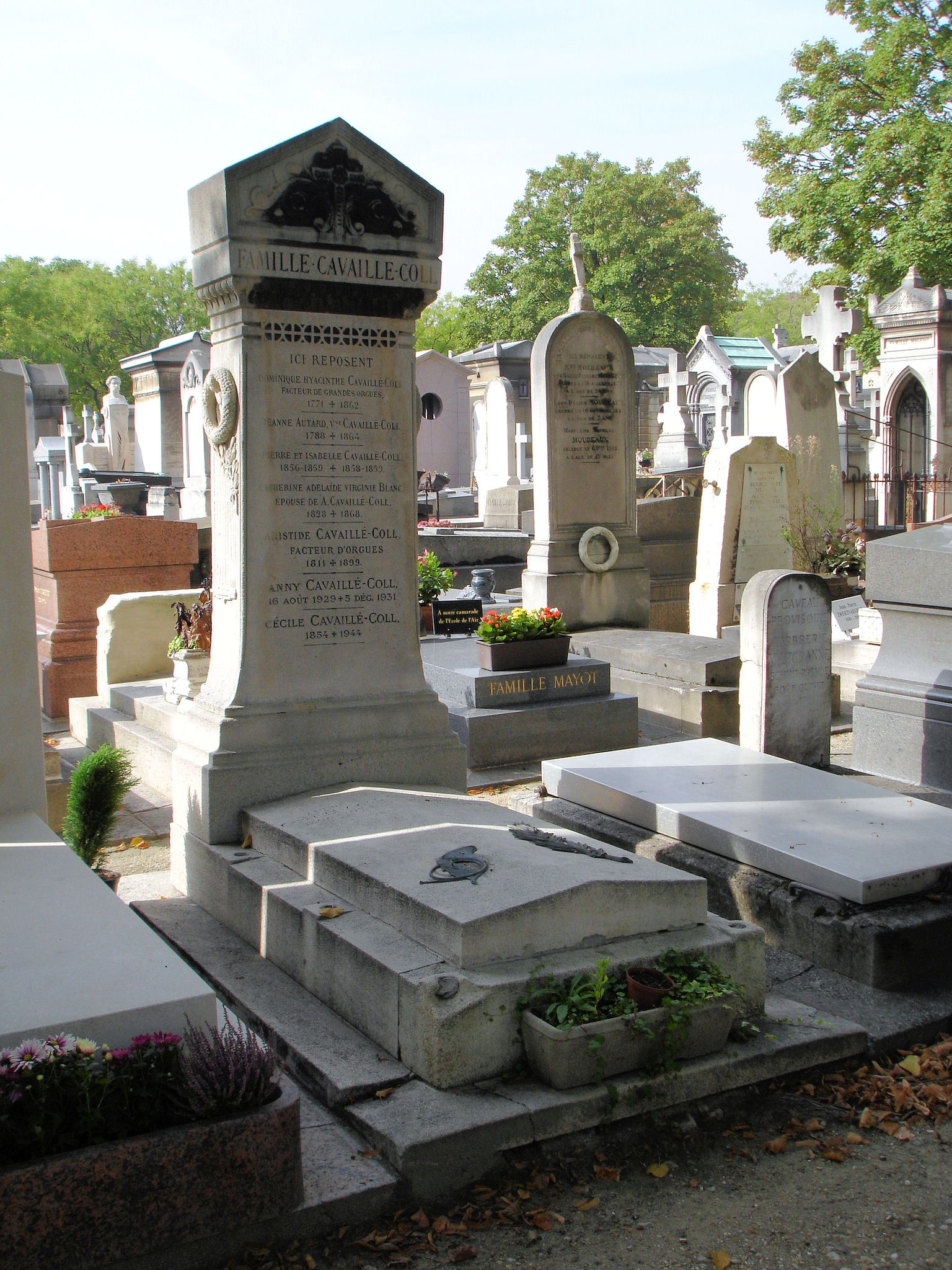
Familiegraf Cimetière du Montparnasse

Aristide Cavaillé-Coll (Montpellier, 4 februari 1811 – Parijs, 13 oktober 1899) was een Frans orgelbouwer. Hij wordt wel beschouwd als de invloedrijkste orgelbouwer van de negentiende eeuw. Zijn grootste en bekendste orgel staat in Saint-Sulpice, Parijs. Dit magistrale orgel, met 100 registers en 5 klavieren, dat bovendien nog vrijwel in authentieke staat verkeert, is genomineerd om opgenomen te worden in de werelderfgoedlijst van Unesco.

## Biografie

### De Cavaillé-Coll dynastie
Op 12 februari 1767 huwde Jean-Pierre Cavaillé (een telg uit een Frans weversgeslacht) met de wevers- en zeilmakersdochter Maria-Francesca Coll uit Barcelona. Hun nageslacht droeg voortaan de naam Cavaillé-Coll. Een oom van Jean-Pierre, Gabriel Cavaillé uit Toulouse, leerde Jean-Pierre het vak van orgelbouw. Zijn zoon, Dominique Cavaillé-Coll (1771-1862) werd ook orgelbouwer, evenals diens zonen Vincent and Aristide. Het familiebedrijf bouwde vooral orgels in Zuidwest-Frankrijk en in Catalonië.

### Jonge jaren
Mede als gevolg van oorlogen en revoluties woonde de dynastie Cavaillé-Coll in de voorgaande decennia afwisselend in Frankrijk en Spanje. De familie verloor veel geld. In 1827 vestigde de familie zich in Toulouse. De broers Vincent en Aristide begeleidden hun vader geregeld bij zijn werk als orgelbouwer. Toen Aristide 16 jaar oud was begon hij in Toulouse aan de opleiding Enseignement de Géométrie et de Mécanique appliqué aux Arts et professions industrielles van de architect Urbain Vitry (1802-1863). De opleiding was hoofdzakelijk technisch van aard en Aristide kreeg vooral les van ingenieurs en natuurkundigen. Hij was onder meer betrokken bij de ontwikkeling van een nieuw model cirkelzaag.
Samen met zijn vader en zijn broer ontwikkelde Aristide in die jaren het Poïkilorgel. De beroemde Italiaanse componist Gioacchino Rossini, die Toulouse in 1832 bezocht voor de uitvoering van de opera Robert le Diable van Giacomo Meyerbeer, was onder de indruk van het nieuwe orgel. Mede dankzij de daarop volgende steun van de politicus Adolphe Thiers kreeg Aristide met zijn familie in 1833 de gelegenheid om de kwaliteit van hun orgelbouw onder de aandacht van het Parijse publiek te brengen.

### In Parijs
Aangekomen in Parijs nam Aristide Cavaillé-Coll zijn intrek in de Faubourg Saint-Germain, aan de Quai Voltaire 11. De jonge schilder Eugène Delacroix huurde ook een kamer in het pand. Adolphe Thiers was inmiddels minister geworden en introduceerde beide jonge mannen in de culturele elite van Parijs, waaronder veel vrijmetselaars. Toen het atelier aan de Quai Voltaire te krap werd, verhuisde Cavaillé-Coll naar de rue Notre-Dame-de-Lorette.
Aristides vader Dominique was er al van op de hoogte dat er een groot nieuw orgel nodig was voor de kathedraal van Saint-Denis. Het werd de eerste grote opdracht in Parijs. Samen met zijn vader en zijn broer wist Aristide vervolgens opdracht na opdracht te verwerven, in Parijs en in tal van andere Franse steden.
Cavaillé-Coll verhuisde nog drie keer binnen Parijs. Zijn bekendste atelier in de Avenue du Maine 13-15 was een oud stadspaleis, dat hij tevens in gebruik had als expositieruimte. Het bedrijf van Cavaillé-Coll genoot grote bekendheid, zowel in Parijs als bij verschillende componisten. Onder andere Eugène Gigout en Charles Gounod bestelden elk een studieorgel bij hem. Ook de hoge Franse adel was er klant, waaronder de Graaf van Parijs. Zijn roem werd steeds groter, ook over de grens, wat resulteerde in opdrachten uit Engeland, Spanje, Nederland, en diverse andere landen in en buiten Europa.
Cavaillé-Coll stond bekend om zijn gepeperde facturen. Hij voegde vaak een klavier bij het bestek van de bestelling, vaak zonder medeweten van de kerkfabriek. Zo zijn de wereldberoemde orgels van Saint-Sulpice en de Notre-Dame groter geworden dan voorzien. Cavaillé-Coll moest dan zelf maar opdraaien voor een deel van de extra kosten. Er kwam dan vaak een compromis tot stand, waarbij de kerkfabriek een deel van de extra factuur betaalde en Cavaillé-Coll het orgel enkele jaren gratis onderhield.
Tot 15 maart 1898 gaf Cavaillé-Coll leiding aan zijn bedrijf. Om een faillissement te voorkomen droeg hij het bedrijf over aan Charles Mutin (1861-1931), die hij zelf had opgeleid. Mutin zette het werk in de stijl van Cavaillé-Coll voort, maar met de scheiding van kerk en staat in Frankrijk in 1905 werd het steeds moeilijker om grote orgels te financieren. De uiteindelijk mindere kwaliteit van de orgels was ook te wijten aan de economische ambitie van Mutin. In 1924 verkocht Mutin de werkplaats. Het bedrijf bestond nog tot kort na de Tweede Wereldoorlog.
Na het overdragen van de firma verhuisde Cavaillé-Coll met zijn dochter Cécile naar de Rue du Vieux-Colombier, in de buurt van Saint-Sulpice. Hij stierf 13 oktober 1899 op 88-jarige leeftijd. Zijn begrafenismis vond plaats in de Saint-Sulpice met Charles-Marie Widor als organist. Hij werd begraven op het Parijs Cimetière Montparnasse. Ook de Société Cavaillé-Coll Père & Fils bestaat inmiddels niet meer.

## Orgelbouw

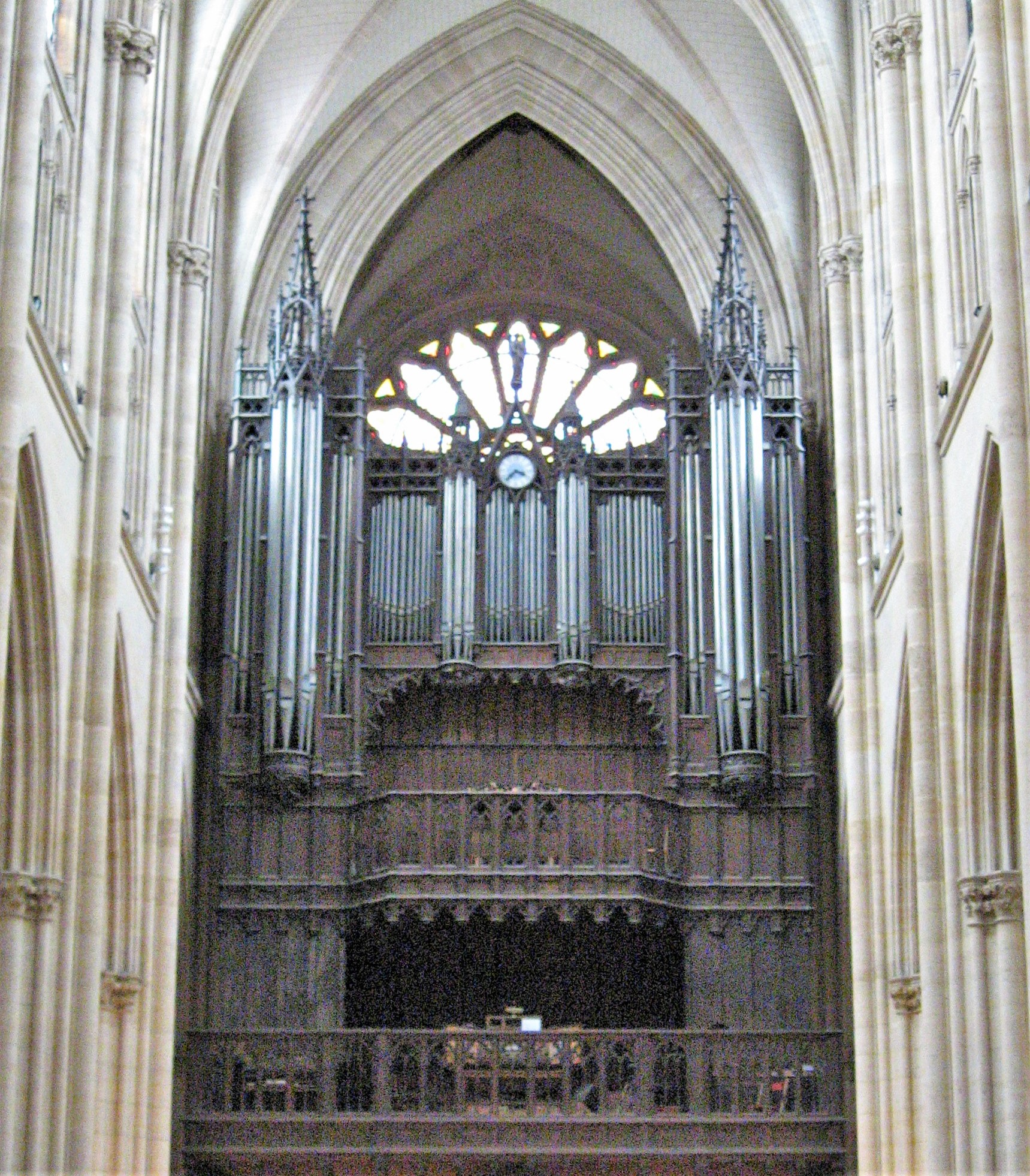
Orgel in de Basilique Saint-Clotilde in Parijs

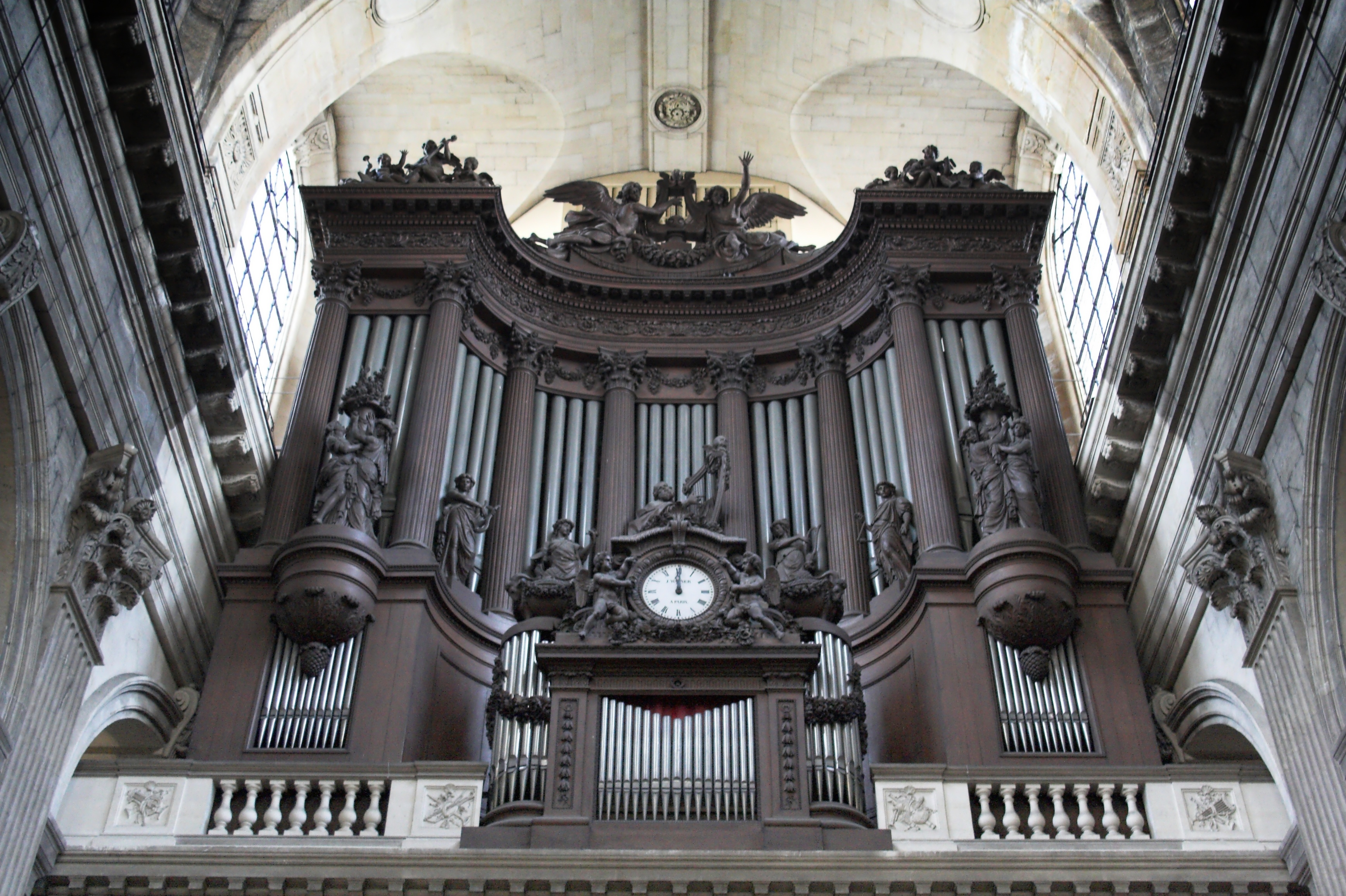
Orgel van de Église Saint-Sulpice

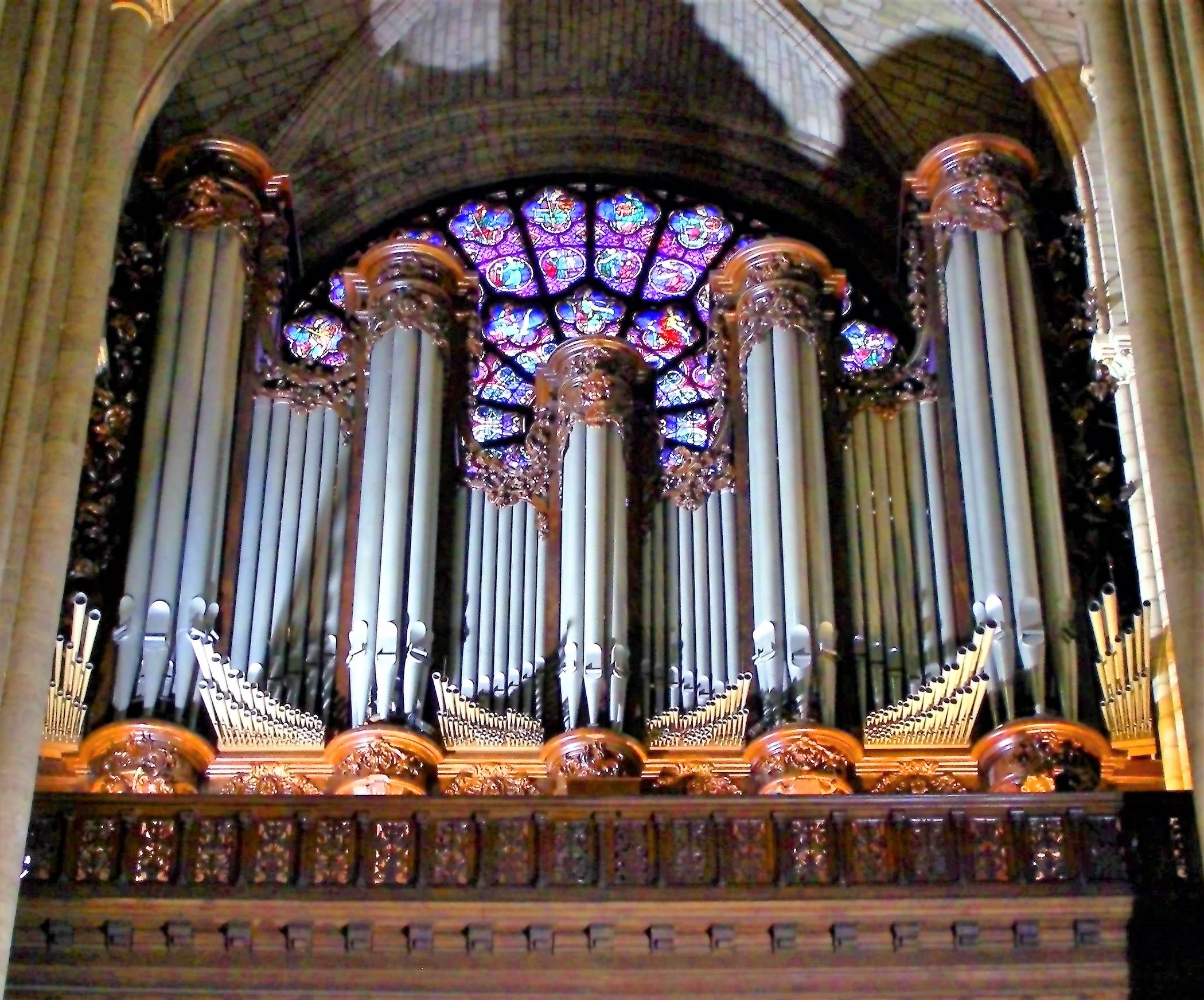
Orgel in de Notre-Dame van Parijs

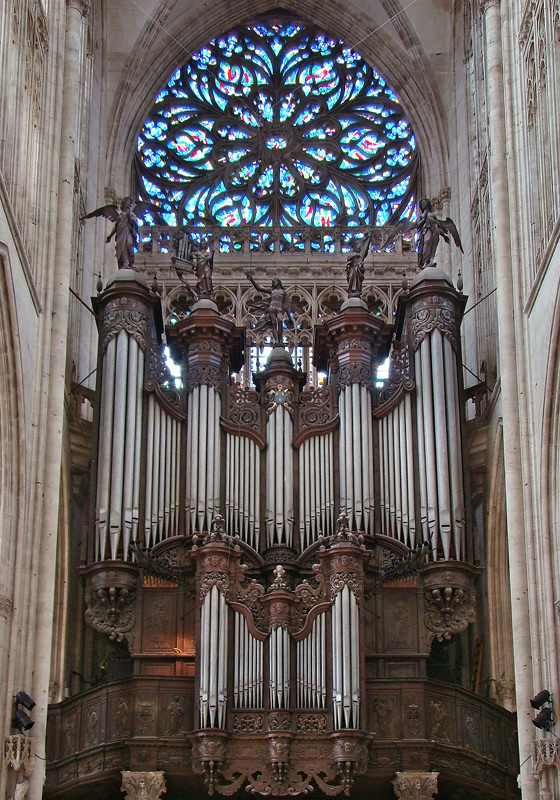
Orgel van de Abdijkerk van Saint-Ouen in Rouen

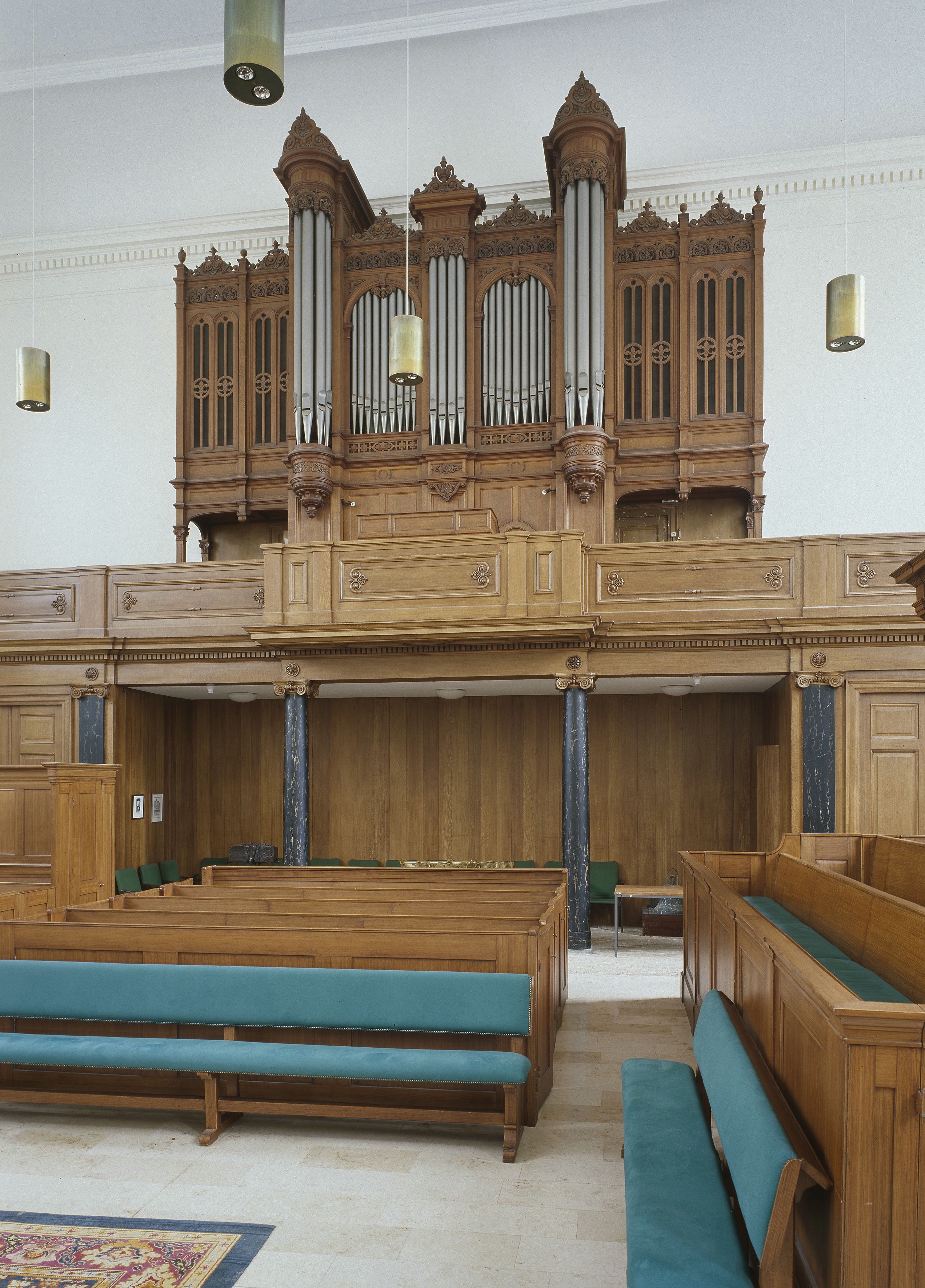
Waalse kerk (Den Haag)

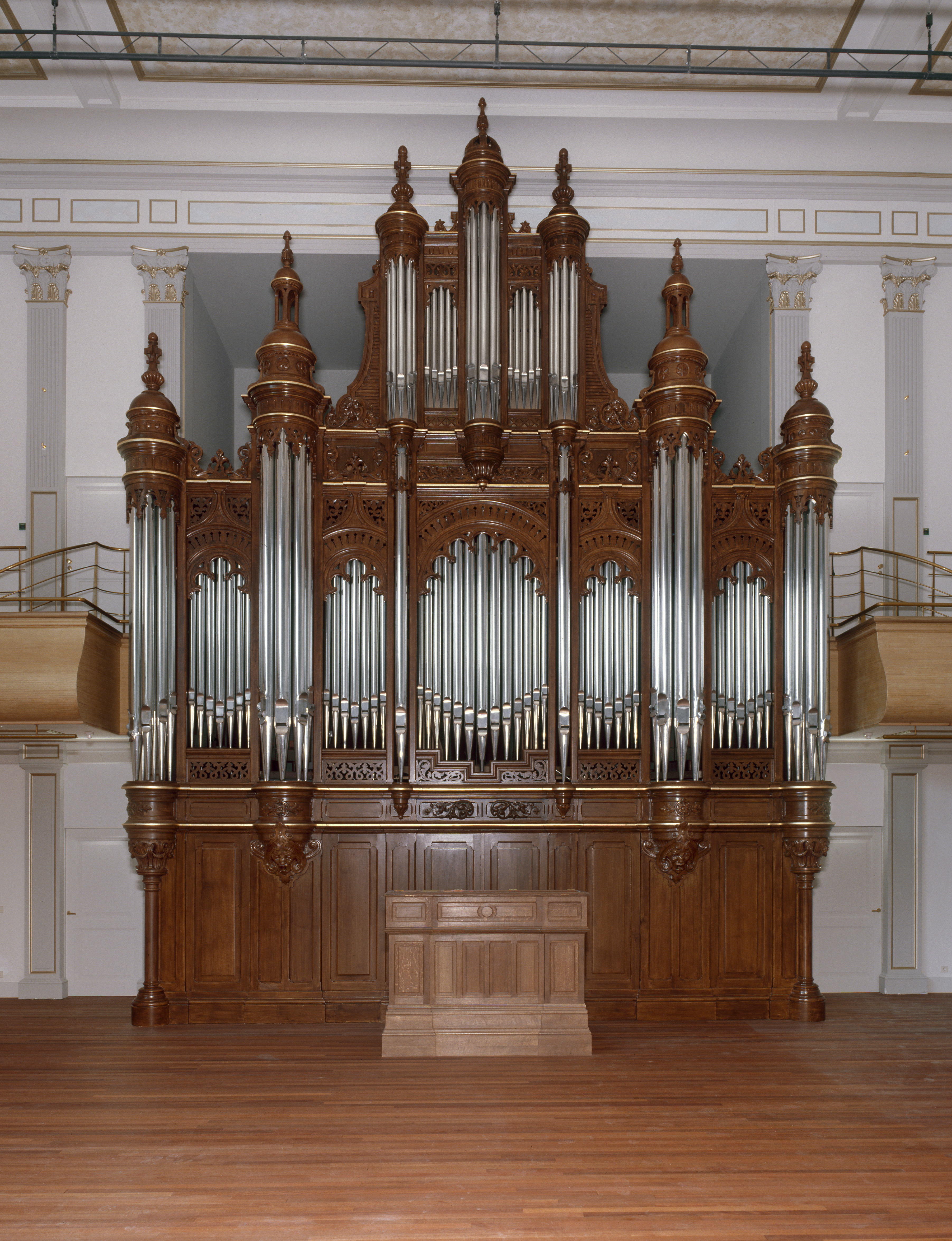
Philharmonie Haarlem, ex Paleis voor Volksvlijt, Amsterdam

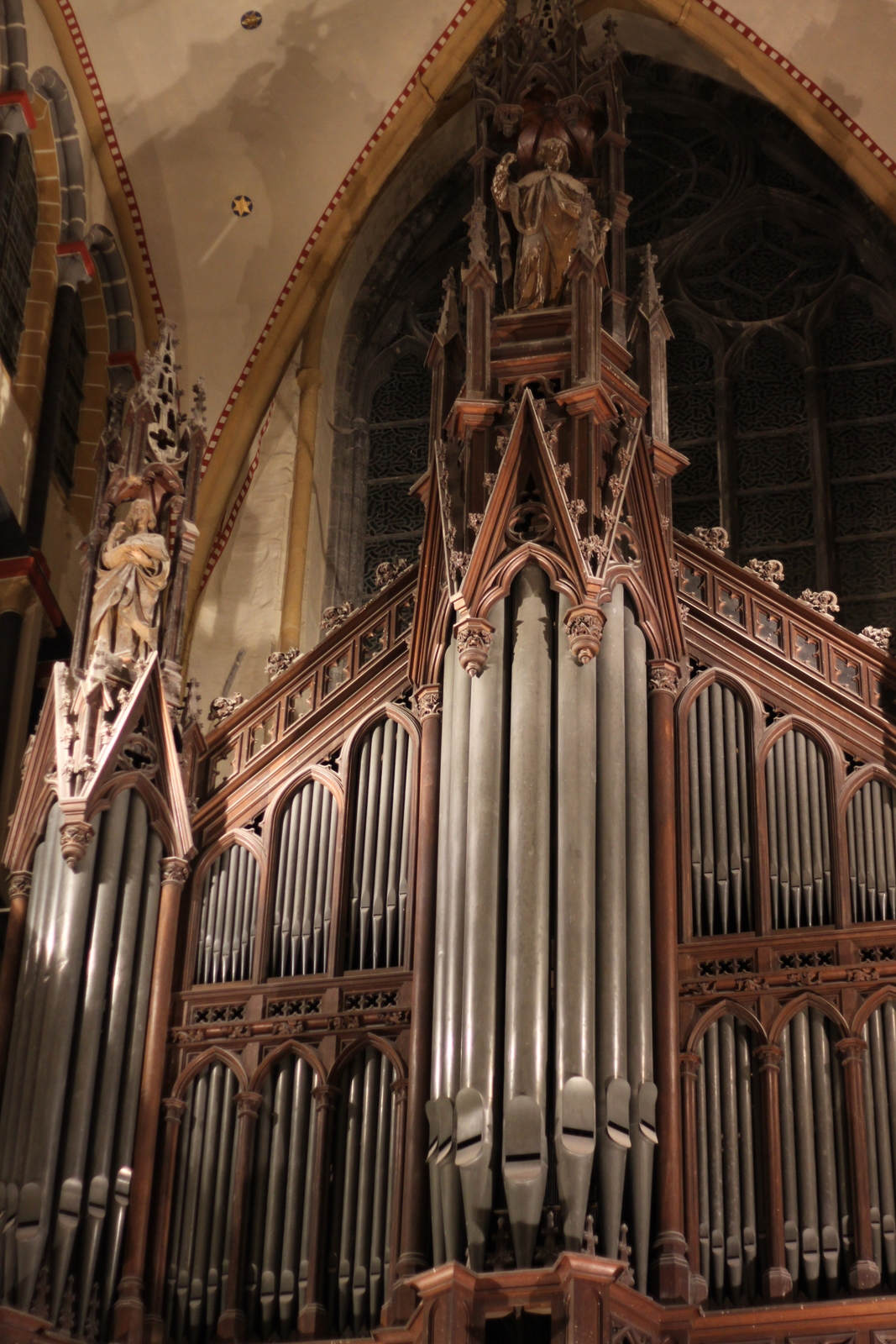
Orgel van de Sint-Niklaaskerk in Gent

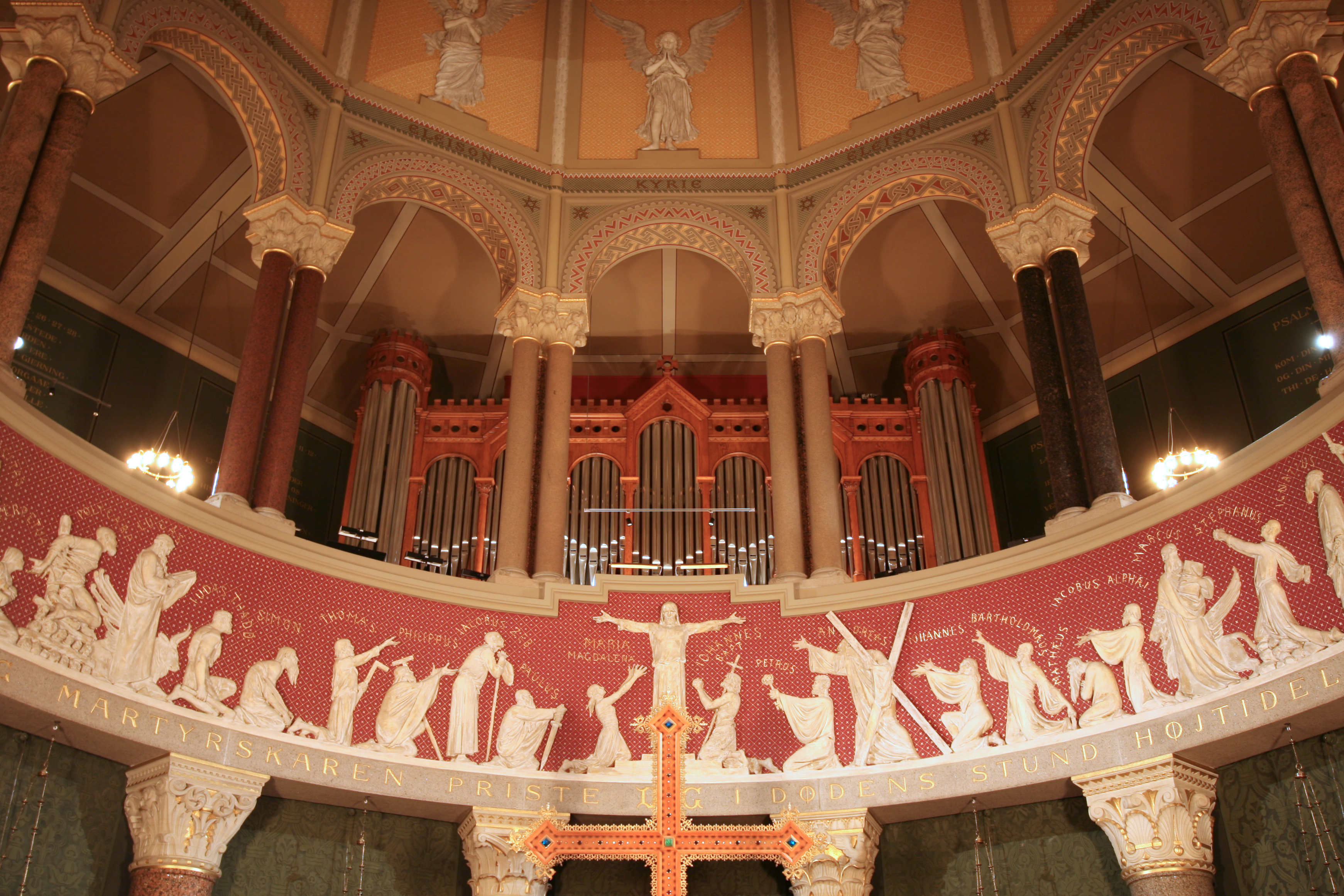
Koororgel van de Jezuskerk (Kopenhagen)

Cavaillé-Coll was in zijn eigen tijd al bekend om de kwaliteit van zijn orgels. Hij was een meester in de bouw van zogenaamde symfonische orgels, die de klank van afzonderlijke instrumenten en ensembles daarvan kunnen nabootsen, of liever nog: vervangen. De orgels van Cavaillé-Coll vormden in de 19e eeuw de inspiratie voor het schrijven van orgelsymfonieën, zoals die van Charles-Marie Widor en Louis Vierne.
De orgels van Cavaillé-Coll hebben een klank die zowel stevig helder als diep kan zijn. Hij bereikte dat effect met name in zijn late oeuvre door bijna geen aliquoten meer te bouwen, waarmee het orgel vaak zijn typische drukke gemengde klank verliest. Van de klassieke orgelregisters behield hij alleen de cornet, die bijzonder geschikt is als solostem. Daarnaast had Cavaillé-Coll een voorliefde voor een 16' op het hoofdwerk voor een extra volle klank, en voor zachte heldere tongwerken zoals de hautbois 8'.
Cavaillé-Coll creëerde een goede kwaliteit mensuren met een unieke klankkleur. Bij veel van zijn orgels heeft elk klavier een eigen karakter. Dat wordt onder meer bereikt door een aparte winddruk voor elk klavier.

## Lijst van orgels van Cavaillé-Coll

### Parijs
- 1838: Église Notre-Dame-de-Lorette (47 registers)
- 1841: Église de la Madeleine (48 registers)
- 1841: Kathedraal van Saint-Denis (69 registers)
- 1842: Église Saint-Roch de Paris (49 registers)
- 1845: Église Saint-Roch de Paris (koororgel)
- 1846: Église de la Madeleine (48 registers)
- 1852: Église Saint-Vincent-de-Paul de Paris (hoofdorgel, 48 registers)
- 1853: Église Saint-Vincent-de-Paul de Paris (koororgel)
- 1853: Panthéon
- 1853: Église Notre-Dame du Val-de-Grace (twee manualen, 21 registers)
- 1856: Église Saint-Jacques-du-Haut-Pas (koororgel met 14 registers, twee klavieren van 56 toetsen en pedaal met 30 toetsen)
- 1858: Église Saint-Louis-d'Antin (26 registers)
- 1859: Basilique Sainte-Clotilde (46 registers)
- 1862: Église Saint-Sulpice (100 registers)
- 1868: Cathédrale Notre-Dame de Paris (86 registers)
- 1868: Église de la Sainte-Trinité de Paris (46 registers)
- 1874: Église Notre-Dame-de-la-Croix de Ménilmontant (26 registers)
- 1875: Église réformée de l'Étoile (10 registers)
- 1878: Exposition universelle, palais du Trocadéro (64 registers)
- 1880: Église réformée de l'Étoile (restauraties in 1945 en 1990)
- 1894: Église Saint-Antoine-des-Quinze-Vingts (in 1909 verhuisd naar l'église de Saint-Antoine)
- 1919: Sacré-Coeur de Montmartre Basilica (78 registers); oorspronkelijk in 1898 gebouwd voor het kasteel  Mutin Ilbarritz te Biarritz, later gerestaureerd door Charles Mutin.

### Frankrijk buiten Parijs
- 1837: een tijdelijk koororgel in de kathedraal van Orléans (vervangen in 1846)
- 1841: kathedraal van Saint-Denis
- 1848: Église Saint-Paul in Nîmes
- 1849: Cathédrale Notre-Dame-de-l'Assomption in Ajaccio (44 registers)
- 1852: Église Notre-Dame Etretat
- 1853: Saint-Omer (49 registers)
- 1857-1861: Kathedraal van Nancy (65 registers op 4 klavieren)
- 1857: Kathedraal Notre-Dame de l'Assomption in Luçon (4 klavieren/pedalen, 54 registers)
- 1857: Église Sainte-Croix in Saint-Servan (koororgel, 2 klavieren/pedalen, 15 registers)
- 1857: Basilique Notre-Dame de Bonsecours in Bonsecours (3 klavieren/pedalen, 32 registers)[1]
- 1858: Collégiale Saint-Hippolyte in Poligny
- 1860: Cathédrale Saint-Jean-Baptiste in Belley (26 jeux)
- 1860: Cathédrale Sainte-Marie in Auch, Gers (32). Mechanisch sleepladenorgel, in 1997 gerestaureerd door Bernard Raupp.[2]
- 1861: Castelnaudary: reconstructie van het orgel van Jean-Pierre Cavaillé (38 registers)
- 1862: Bayeux (43 registers)
- 1864: Église de l'Immaculé-Conception in La Grand-Combe
- 1866: Église Notre-Dame-du-Bourg in Rabastens (Tarn), (20 registers), renovatie van een orgel van Costa
- 1868: Église Notre-Dame in Épernay (43 registers)
- 1868: Église Saint-Joseph in Marseille (43 registers)
- 1869: Chapelle du lycée Notre-Dame de Mongré in Villefranche-sur-Saône (25 registers)
- 1874: Cathédrale Saint-Pierre in Lisieux (46 registers)
- 1874: Cathédrale Saint-Pierre in Rennes ((3 klavieren/pedalen, 46 registers)
- 1876: Cathédrale Saint-Alain in Lavaur (32 registers]
- 1880: Église Saint-François-de-Sales in Lyon (45 registers)
- 1880: Kathedraal van Orléans (54 registers)
- 1884-1885: Église Sainte-Croix, Saint-Servan (3 klavieren/pedalen, 37 registers)
- 1885: Église Saint-Étienne, Caen (51 registers)
- 1889: Église Saint-Léon, Nancy (vervangen in 1975)
- 1889: Basilique Saint-Sernin, Toulouse (renovatie van het orgel van Daublaine Callinet, (54 registers). De Symphonie Romane van Charles-Marie Widor is voor dit orgel geschreven.
- 1890: Abbatiale Saint-Ouen, Rouen, renovatie van het Crespin Carlier orgel uit 1630 in de oorspronkelijke kast (4 klavieren, 64 registers). De Symphonie Gothique no 9 van Charles-Marie Widor is aan dit instrument opgedragen.
- 1897: Église Notre-Dame, Vimoutiers (48 registers), voltooid door Charles Mutin, en in gebruik genomen in 1900.
- 1898: Kasteel van Ilbarritz (gebouwd voor de baron Albert de l'Espée; het orgel staat sinds 1913 in de Sacré-Coeur-Basiliek in Parijs)
- 1903: Église Notre-Dame de l'Assomption, Metz (48 registers), geïnstalleerd door Charles-Marie Widor

### Spanje
- Madrid: Basílica de San Francisco el Grande
- Alegría: San Juan
- Azkoitia: Santa María
- Azpeitia: Basílica de Loyola
- Getaria: San Salvador
- Irún: Santa María
- Mutriku (Motrico): Santa Catalina
- Oiartzun: San Esteban
- Pasaia (Pasajes)
- San Sebastian (Donostia): Résidence de Zorroaga
- San Sebastian (Donostia): San Marcial d’Altza
- San Sebastian (Donostia): Santa María del Coro
- San Sebastian (Donostia): Santa Teresa
- San Sebastian (Donostia): San Vicente
- Urnieta: San Miguel
- Vidania (Bidegoyan): San Bartolomé

### Verenigd Koninkrijk
- Warrington: Parr Hall
- Farnborough, Hampshire: St Michael's Abbey
- Manchester: Town Hall
- Jersey: Highlands College
- Paisley: Paisley Abbey

### Nederland
- Amsterdam: in de Sint-Augustinuskerk aan de Postjesweg[3] (oorspronkelijk gebouwd voor de Augustinuskerk aan het Rusland te Amsterdam)
- Amsterdam: in de Begijnhofkapel (HH Joannes en Ursula) aan het Begijnhof (oorspronkelijk gebouwd voor het RK Gesticht van Liefde Sint Bernardus aan het Gasthuishof te Amsterdam). In 2006 raakte dit instrument zwaar beschadigd door brand, maar inmiddels is het gerestaureerd.[4]
- Den Haag: Waalse Kerk
- Haarlem: Philharmonie (concertorgel, oorspronkelijk gebouwd voor het Amsterdamse Paleis voor Volksvlijt)
- Leeuwarden: Sint-Bonifatiuskerk (oorspronkelijk gebouwd voor het Sint-Willibrordus College in Katwijk) Hoofdorgel en Koororgel
- Nunspeet: Ned. Herv. Sionskerk (oorspronkelijk gebouwd voor het Redemptoristenklooster te Antwerpen)

### België
- Gent: Sint-Niklaaskerk (1856): niet speelklaar.
- Brussel: Koninklijk Conservatorium: concertzaal (1880)
- Hasselt: Heilig Hartkerk (1878), in 1984-1985 overgebracht vanuit de kapel van de zustercongregatie Société du Sacré-Coeur de Jésus te Jette (Brussel).
- Leuven: Jezuïetenhuis Lerkeveld (Heverlee) (1880) overgebracht in 1956 vanuit een ander jezuïetenklooster.
- Leuven: Sint-Jozefskerk (circa 1880)
- Gesves: Saint Maximin (1871)

### Elders
- Mainz-Bretzenheim, Duitsland: Kath. Kirchengemeinde St. Bernhard (1877)
- Concepción (Chili): Fathers Church (1872)
- Kopenhagen, Denemarken: Jezuskerk (1890)
- Moskou, Rusland: De Grote Zaal van het Conservatorium van Moskou (geïnstalleerd door Charles Mutin)
- Mazatlán, Mexico: Catedral Basílica de la Inmaculada Concepción
- Fuji, Japan: Haus Sonnenschein
- Campinas, Brazilië: Catedral Metropolitana
- Rome, Italië: Kapel Casa Santa Maria van het Pontifical North American College

## Cavaillé-Coll in Nederland
In 2008 promoveerde René Verwer aan de VU Amsterdam bij Ewald Kooiman op een dissertatie over Cavaillé-Coll in Nederland, waaraan veel van het onderstaande is ontleend.
Het orgelland Nederland raakte al snel bekend met de fenomenale Franse orgels van Cavaillé-Coll en hij heeft in Nederland dan ook aardig wat opdrachten mogen ontvangen. Er was wel sprake van botsende visies op orgelbouw. In 1845 reisde Cavaillé-Coll door Nederland om orgels te bezichtigen en orgelbouwers te leren kennen. De kwaliteit van de orgelbouw maakte indruk op hem, maar kwam op hem wel als weinig vernieuwend over. Omgekeerd stuitten de orgels van Cavaillé-Coll vaak op onbegrip, door de Nederlandse onbekendheid met de Franse negentiende-eeuwse orgelmuziekcultuur. Toch genoot de orgelbouw van Cavaillé-Coll - vooral in Rooms-Katholieke kringen - een zekere reputatie, en heeft deze inmiddels zeker school gemaakt. Onder meer de volgende gerenommeerde orgelbouwers erkennen hun schatplichtigheid aan Cavaillé-Coll: de Utrechtse orgelbouwer Maarschalkerweerd (de bouwer van het grote orgel in het Concertgebouw, waar Cavaillé-Coll overigens ook voor in de race was), de orgelbouwfamilie Adema en ook de hedendaagse bouwer van reusachtige orgels Jan van den Heuvel.

## Trivia
- De naam Cavaillé-Coll is verbonden aan een planetoïde: 5184 Cavaillé-Coll.